# Osmanville
Osmanville [ɔsmɑ̃vil] est une commune française, située dans le département du Calvados en région Normandie, peuplée de 510 habitants.

## Géographie
Osmanville est une commune appartenant au parc naturel régional des Marais du Cotentin et du Bessin, située à 24 kilomètres de Saint-Lô et 35 kilomètres de Bayeux. Le village est limitrophe d'Isigny-sur-Mer et est situé à l'embouchure de l'Aure dans la baie des Veys, sur la route nationale 13.

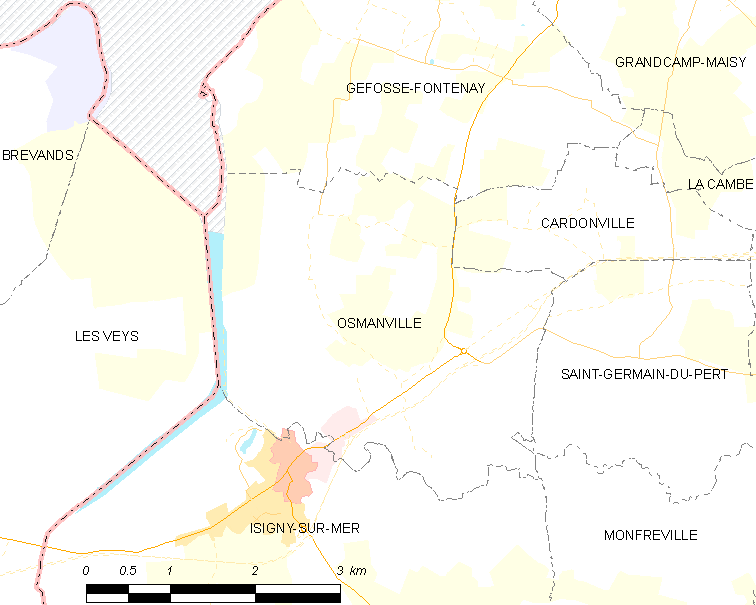
Carte de la commune.

| Mer de la Manche (estuaire de la Vire)             | Géfosse-Fontenay | Cardonville                 |
| Carentan-les-Marais (comm. dél. des Veys) (Manche) | Osmanville       | Saint-Germain-du-Pert       |
| Isigny-sur-Mer                                     | Isigny-sur-Mer   | Monfréville, Isigny-sur-Mer |

### Hydrographie
La commune est située dans le bassin Seine-Normandie. Elle est drainée par l'Aure, un bras de l'Aure, le fossé 04 de la Perruque, le cours d'eau 02 de la commune d'Isigny-sur-Mer, le canal 04 de la commune d'Isigny-sur-Mer, le canal 01 de la Briqueterie, le canal 01 des Grandes Carrières, le cours d'eau 01 du Polder Tesnière, le fossé 01 d'Aubouville et divers autres petits cours d'eau,.
L'Aure, d'une longueur de 82 km, prend sa source dans la commune de Caumont-sur-Aure et se jette  dans la Vire en limite d' sur la commune, Isigny-sur-Mer et Carentan-les-Marais, après avoir traversé 26 communes. 

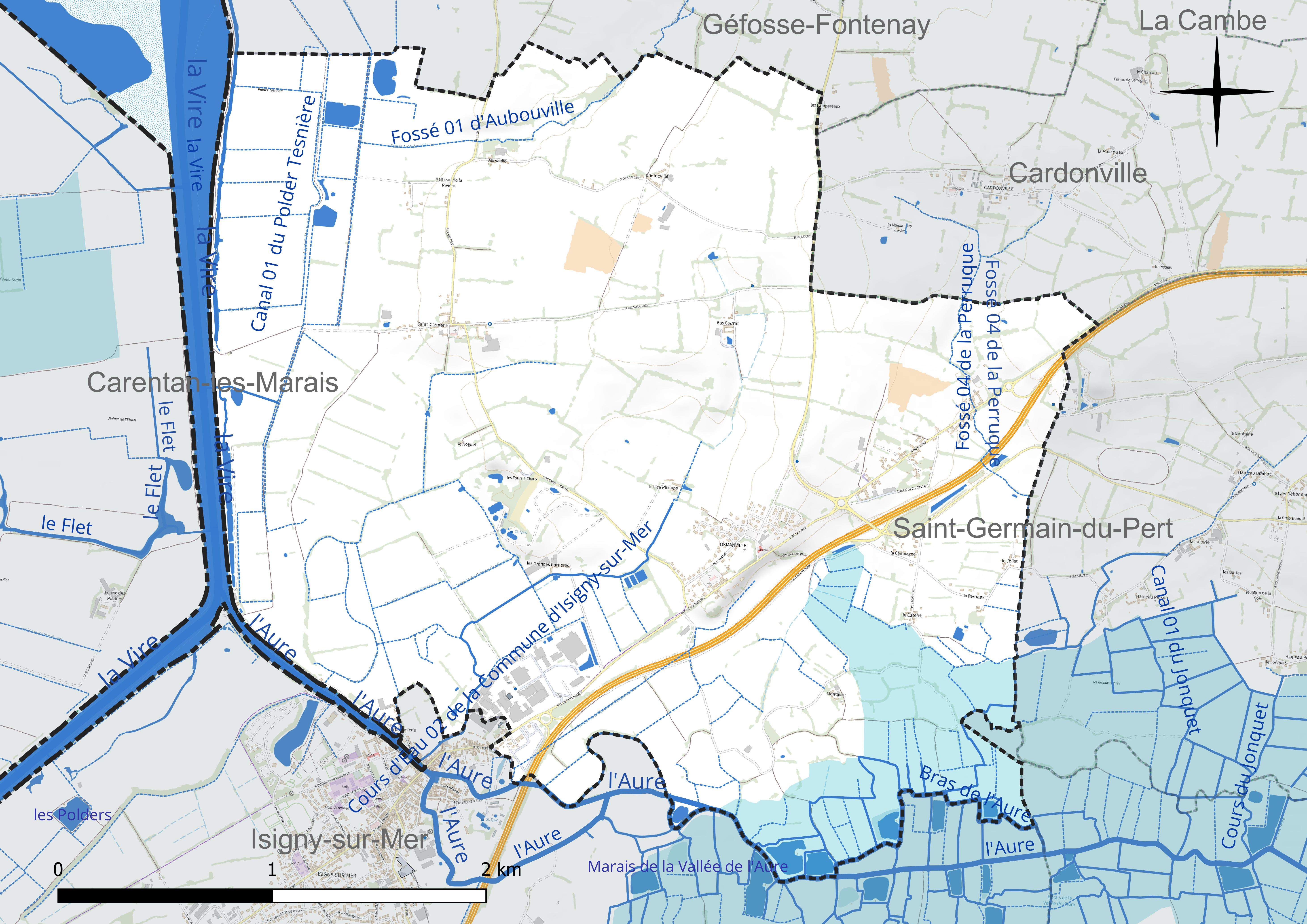
Réseau hydrographique d'Osmanville.

Un plan d'eau complète le réseau hydrographique : le marais de la Vallée de l'Aure (3 ha),.

### Climat
Pour des articles plus généraux, voir Climat de la Normandie et Climat du Calvados.
En 2010, le climat de la commune est de type climat océanique franc, selon une étude du CNRS s'appuyant sur une série de données couvrant la période 1971-2000. En 2020, Météo-France publie une typologie des climats de la France métropolitaine dans laquelle la commune est exposée à un climat océanique et est dans la région climatique  Normandie (Cotentin, Orne), caractérisée par une pluviométrie relativement élevée (850 mm/a) et un été frais (15,5 °C) et venté. Parallèlement le GIEC normand, un groupe régional d'experts sur le climat, différencie quant à lui, dans une étude de 2020, trois grands types de climats pour la région Normandie, nuancés à une échelle plus fine par les facteurs géographiques locaux. La commune est, selon ce zonage, exposée à un « climat maritime », correspondant au Cotentin et à l'ouest du département de la Manche, frais, humide et pluvieux, où les contrastes pluviométrique et thermique sont parfois très prononcés en quelques kilomètres quand le relief est marqué.
Pour la période 1971-2000, la température annuelle moyenne est de 11,2 °C, avec  une amplitude thermique annuelle de 10,6 °C. Le cumul annuel moyen de précipitations est de 744 mm, avec 13,5 jours de précipitations en janvier et 7,2 jours en juillet. Pour la période 1991-2020, la température moyenne annuelle observée sur la station météorologique la plus proche, située sur la commune de Balleroy-sur-Drôme à 24 km à vol d'oiseau, est de 11,2 °C et le cumul annuel moyen de précipitations est de 924,3 mm,. Pour l'avenir, les paramètres climatiques de la commune estimés pour 2050 selon différents scénarios d'émission de gaz à effet de serre sont consultables sur un site dédié publié par Météo-France en novembre 2022.

## Urbanisme

### Typologie
Au 1er janvier 2024, Osmanville est catégorisée commune rurale à habitat dispersé, selon la nouvelle grille communale de densité à 7 niveaux définie par l'Insee en 2022.
Elle est située hors unité urbaine. Par ailleurs la commune fait partie de l'aire d'attraction d'Isigny-sur-Mer, dont elle est une commune de la couronne,. Cette aire, qui regroupe 5 communes, est catégorisée dans les aires de moins de 50 000 habitants,.
La commune, bordée par l'estuaire de la Vire, est également une commune littorale au sens de la loi du 3 janvier 1986, dite loi littoral. Des dispositions spécifiques d'urbanisme s'y appliquent dès lors afin de préserver les espaces naturels, les sites, les paysages et l'équilibre écologique du littoral, tel le principe d'inconstructibilité, en dehors des espaces urbanisés, sur la bande littorale des 100 mètres, ou plus si le plan local d'urbanisme le prévoit.

### Occupation des sols
L'occupation des sols de la commune, telle qu'elle ressort de la base de données européenne d'occupation biophysique des sols Corine Land Cover (CLC), est marquée par l'importance des territoires agricoles (89,9 % en 2018), en diminution par rapport à 1990 (94,9 %). La répartition détaillée en 2018 est la suivante : 
prairies (65,7 %), terres arables (24,2 %), zones urbanisées (4,8 %), zones humides côtières (2,3 %), zones industrielles ou commerciales et réseaux de communication (1,8 %), eaux continentales (1,2 %). L'évolution de l'occupation des sols de la commune et de ses infrastructures peut être observée sur les différentes représentations cartographiques du territoire : la carte de Cassini (XVIIIe siècle), la carte d'état-major (1820-1866) et les cartes ou photos aériennes de l'IGN pour la période actuelle (1950 à aujourd'hui).

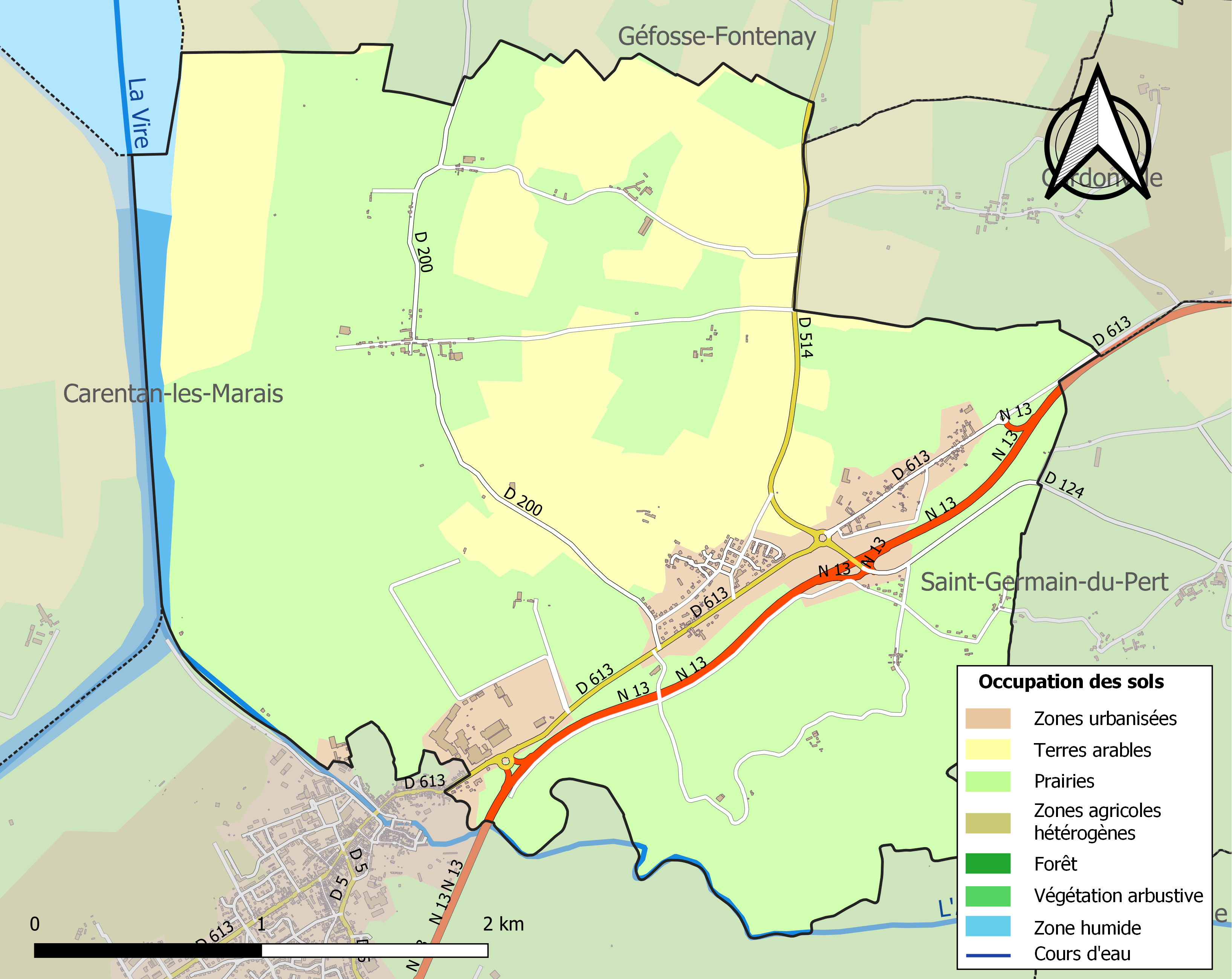
Carte des infrastructures et de l'occupation des sols de la commune en 2018 (CLC).

## Toponymie
Le nom de la localité est attesté sous les formes Almanvilla vers 1040 et 1066, et Osmanvilla en 1180,.
Il s'agit d'une formation toponymique médiévale en -ville au sens ancien de « domaine rural », dont le premier élément Osman- représente en anthroponyme selon le cas général,,.
Il y a unanimité parmi les auteurs sur l'interprétation à donner de l'élément Osman-, à savoir le nom de personne germanique continental Alman, cité par certains avec la désinence latine -us, c'est-à-dire Alman(n)us,, tels que les anthroponymes germaniques apparaissent dans les textes rédigés en latin médiéval. Il résulte dans certains cas d'une contraction du nom de personne germanique Adalmann > Adelmann et dans d'autres du nom issu d'*Alamanniz > Alaman, nom d'une tribu germanique.
Remarque : la graphie moderne altérée Osmanville apparait assez tôt en face de la graphie Aumanville, étymologique. Au XIIe siècle, le graphe os peut difficilement noter ô, comme c'est le cas postérieurement, tout comme au d'ailleurs. C'est la raison pour laquelle Ernest Nègre envisage une attraction des toponymes normands du type Osmonville, devenu pour certains Omonville plus tardivement. Cependant, il est plus simple d'envisager directement une analogie avec le nom de personne Osmont, Osmond, Omont, encore porté fréquemment comme patronyme dans la région.
Le nom de cette commune se prononce [osmɑ̃vil], le gentilé est Osmanvillais.

## Histoire
14 janvier 1046 : le jeune duc de Normandie Guillaume dit le Bâtard fuyant pour sa survie sa résidence de chasse de Valognes en raison d'un complot des barons du Bessin et du Cotentin qui veulent le supprimer pour le remplacer par Guy de Brionne, son cousin appelé aussi Guy de Bourgogne, traversa le Grand Vey en pleine nuit entre Brucheville et Saint Clément (il s'arrêta dans l'église pour prier).
La traversée à cette époque n'était possible que par deux endroits : le Petit Vey par bateau et le Grand Vey par les grèves.
Le Grand Vey était très dangereux puisqu'il n'était accessible qu'à marée basse (de nombreuses rivières y finissent leurs cours : Vire, Aure, Douve, Taute).
Ce même passage sera souvent utilisé par Gilles de Gouberville lorsqu'il se rendra de ses domaines de Mesnil-au-Val à Russy près de Bayeux pour y rencontrer son oncle, curé de cette paroisse.
De 1847 à 1862, la commune d'Isigny tente d'absorber la commune d'Osmanville. Après de nombreuses années de tractations, le 2 juillet 1862, une loi est promulguée. Celle-ci rattache la commune de Saint-Clément, peuplée de 168 habitants en 1856 (au nord-ouest), à Osmanville (586 habitants) et permet un échange de terrain entre les deux communes d'Osmanville et d'Isigny (la zone portuaire d'Osmanville est échangée contre des terrains sis entre la rivière Aure et le village de Montaure)[réf. nécessaire].
Le plan cadastral de 1824 fait apparaitre une motte médiévale appelée Ancien château du Duc de Normandie, qui est située entre l'ancienne nationale 13 et la nouvelle. Actuellement couverte de taillis, il est impossible de distinguer s'il reste des murs. Cette motte est une propriété privée.
À partir de 1896, la commune fut reliée à Isigny par les Chemins de fer du Calvados. La ligne fut fermée en 1929.

## Politique et administration
| Période                                  | Période   | Identité          | Étiquette | Qualité              |
| ---------------------------------------- | --------- | ----------------- | --------- | -------------------- |
| ?                                        | mars 2008 | Marie Lefrançois  | SE        |                      |
| mars 2008                                | mars 2014 | Jean-Claude Brook | SE        | Retraité du commerce |
| mars 2014                                | En cours  | Odile Bénicourt   | SE        | Retraitée            |
| Les données manquantes sont à compléter. |           |                   |           |                      |

Le conseil municipal est composé de quinze membres dont le maire et trois adjoints.

## Démographie
L'évolution du nombre d'habitants est connue à travers les recensements de la population effectués dans la commune depuis 1793. Pour les communes de moins de 10 000 habitants, une enquête de recensement portant sur toute la population est réalisée tous les cinq ans, les populations de référence des années intermédiaires étant quant à elles estimées par interpolation ou extrapolation. Pour la commune, le premier recensement exhaustif entrant dans le cadre du nouveau dispositif a été réalisé en 2007.
En 2022, la commune comptait 510 habitants, en évolution de −5,56 % par rapport à 2016 (Calvados : +1,58 %, France hors Mayotte : +2,11 %).
Osmanville a compté jusqu'à 708 habitants en 1846.
| 1793 | 1800 | 1806 | 1821 | 1831 | 1836 | 1841 | 1846 | 1851 |
| ---- | ---- | ---- | ---- | ---- | ---- | ---- | ---- | ---- |
| 475  | 411  | 404  | 418  | 497  | 546  | 644  | 708  | 607  |

| 1856 | 1861 | 1866 | 1872 | 1876 | 1881 | 1886 | 1891 | 1896 |
| ---- | ---- | ---- | ---- | ---- | ---- | ---- | ---- | ---- |
| 586  | 511  | 492  | 465  | 485  | 506  | 491  | 464  | 456  |

| 1901 | 1906 | 1911 | 1921 | 1926 | 1931 | 1936 | 1946 | 1954 |
| ---- | ---- | ---- | ---- | ---- | ---- | ---- | ---- | ---- |
| 425  | 408  | 404  | 337  | 309  | 344  | 348  | 387  | 429  |

| 1962 | 1968 | 1975 | 1982 | 1990 | 1999 | 2006 | 2007 | 2012 |
| ---- | ---- | ---- | ---- | ---- | ---- | ---- | ---- | ---- |
| 429  | 365  | 369  | 395  | 453  | 514  | 580  | 589  | 591  |

| 2017 | 2022 | - | - | - | - | - | - | - |
| ---- | ---- | - | - | - | - | - | - | - |
| 533  | 510  | - | - | - | - | - | - | - |

| 1793 | 1800 | 1806 | 1821 | 1831 |
| ---- | ---- | ---- | ---- | ---- |
| 204  | 225  | 218  | 207  | 187  |

| 1836 | 1841 | 1846 | 1851 | 1856 |
| ---- | ---- | ---- | ---- | ---- |
| 202  | 202  | 193  | 168  | 168  |

## Économie
La commune se situe dans la zone géographique des appellations d'origine protégée (AOP) Beurre d'Isigny et Crème d'Isigny.

## Lieux et monuments
- Église Saint-Martin d'Osmanville, des XIIe et XIIIe siècles, inscrite au titre des monuments historiques par arrêté du 21 mai 1927[41].
- Église Saint-Clément, du XIIe siècle, inscrite au titre des monuments historiques par arrêté du 23 septembre 1998[42].
- Château d'Osmanville, ancienne maison forte du XVe siècle[43],[44].

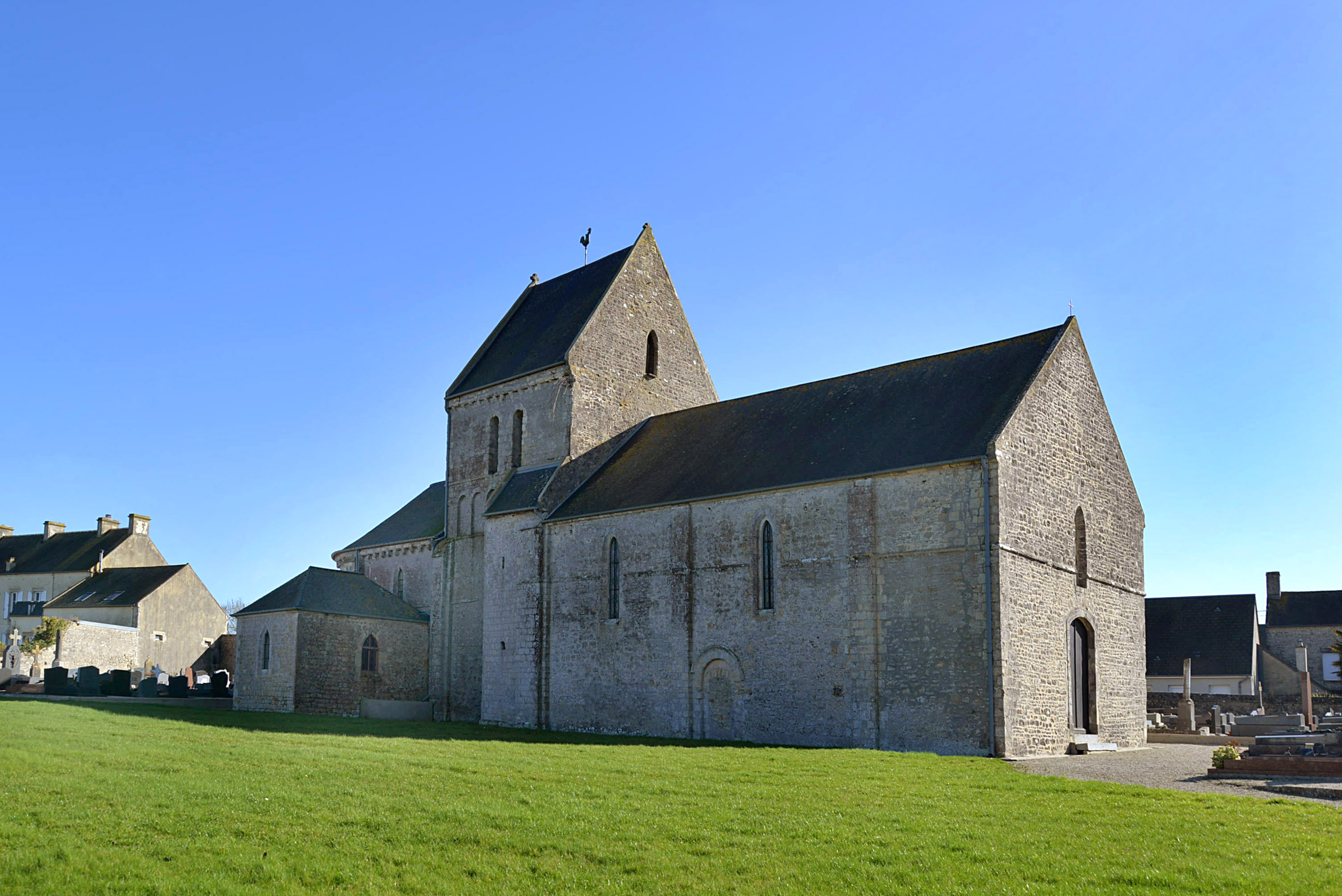
L'église Saint-Martin.
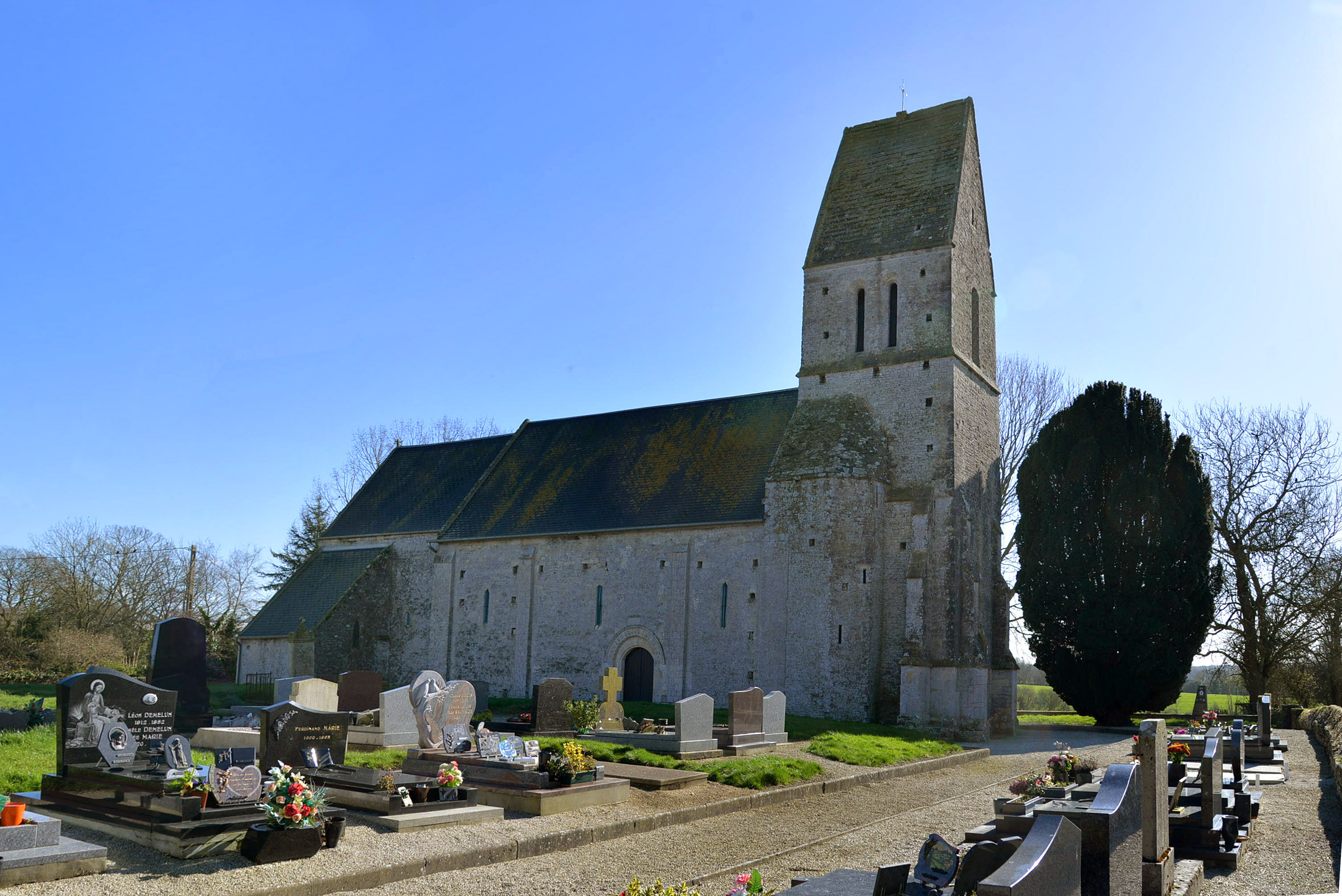
L'église Saint-Clément.
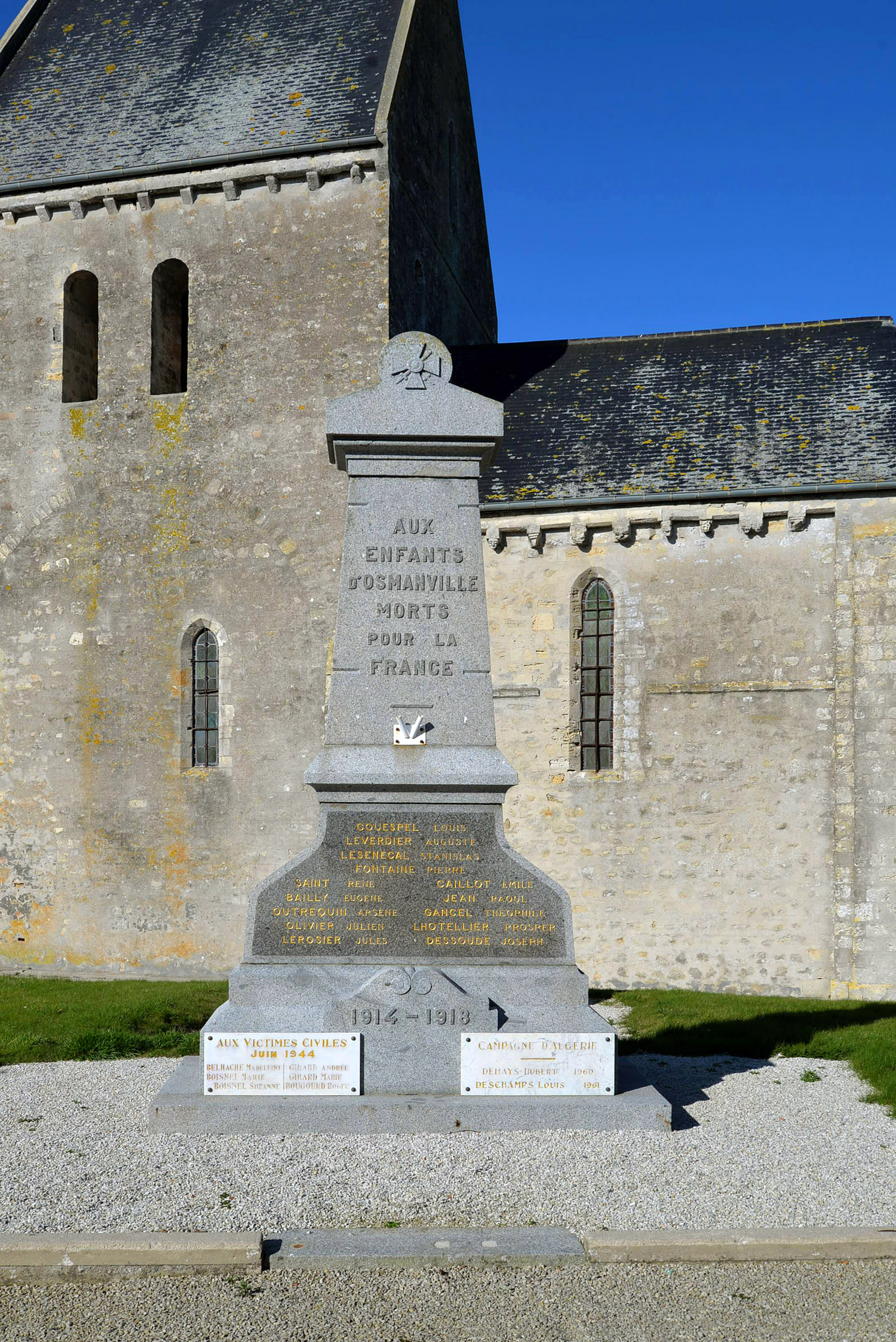
Le monument aux morts.

## Activité et manifestations

### Jumelages
- Combeinteignhead (Royaume-Uni) depuis 1981.